# Lucas Mario Horvat
Lucas Mario Horvat, argentinsko-slovenski nogometaš, * 13. oktober 1985, Buenos Aires, Argentina.
Horvat je nekdanji profesionalni nogometaš, ki je igral na položaju vezista. V svoji karieri je igral za slovenske klube Factor oz. Interblock, Drava Ptuj, Domžale in Aluminij, azerbajdžanski Baku, kazahstanski Okžetpes ter avstrijska Gamlitz in Eibiswald. Skupno je v prvi slovenski ligi odigral 283 tekem in dosegel 27 golov. Z Domžalami je leta 2010 osvojil slovenski pokal in SuperPokal, z Bakujem pa leta 2012 azerbajdžanski pokal. Leta 2006 je odigral eno tekmo za slovensko reprezentanca 21 let.